# 河畠修
河畠 修（かわばた おさむ、1935年 - ）は、日本のジャーナリスト、福祉学者。
東京市品川区大井町生まれ。1954年東京都立日比谷高等学校卒業。1955年東京大学文科二類入学。1960年東京大学文学部フランス文学科卒業、同年NHK入局。以後、番組制作局・中央研修所・新潟放送局・甲府放送局・大阪中央放送局などに勤務。教育・教養番組の企画制作に従事。70・80年代は医療・高齢者福祉番組を幅広く担当。ディレクターとして福祉系番組を制作。1993年早期退職。1994年愛知みずほ大学人間福祉学部教授（高齢社会論・福祉文化論などを担当）。1998年浦和短期大学教授。2002年浦和大学総合福祉学部教授（高齢社会論・福祉文化論・コミュニケーション論・社会福祉ゼミなどを担当）。2006年浦和大学を定年退職、東京都世田谷区福祉人材育成・研修センターのセンター長に就任。2012年同センター退職。
この間、ヨーロッパ・アメリカ・中国・ロシアの介護・福祉・高齢者生活を取材。京都女子大学大学院講師、日本福祉大学大学院講師、日本福祉文化学会理事・副会長なども務める。日本エッセイストクラブ会員。
大学時代には小説を書いて五月祭賞で佳作一席に選ばれた。
2009年、前立腺がんの診断を受け、前立腺を摘出。経過観察を経て2014年、心臓カテーテル手術後の検査で、リンパ節4ヶ所にがんの転移が判明。生命予後は1~2年と宣告を受ける。闘病記『転移以後』の中で「二〇一六年一一月一〇日 八〇歳最後の日に」と記されたあとがきに「この本にひと区切りをつける」「しかし、治療はまだ続いている」と記している。

## 著書
- 『変貌するシルバー・ライフ 1920年代〜1990年代』竹内書店新社、1989
- 『変貌する高齢社会の現場 テレビ・ディレクターの報告』ミネルヴァ書房、1991
- 『ヨーロッパ・老いの明け暮れ』日本放送出版協会、1993
- 『調べ学習に役だつお年より資料集』岩崎書店、1996 お年よりを理解する本
- 『高齢者の現代史 21世紀・新しい姿 明石書店、2001
- 『福祉史を歩く 東京・明治』日本エディタースクール出版部、2006
- 『福祉の近代史を歩く 東京・大正〜昭和』日本エディタースクール出版部、2011
- 『転移以後 がん二〇〇〇日 共生録』生活思想社、2016

### 共編著
- 『欧米の介護現場』編著 一橋出版、1997 介護福祉ハンドブック
- 『ドイツ介護保険の現場』編 労働旬報社、1997
- 『わたしたちの福祉実習レポート』編 旬報社、1999
- 『高齢者生活年表 1925-2000年』日本福祉文化学会監修 厚美薫・島村節子共著 日本エディタースクール出版部、2001
- 『高齢者と福祉文化』一番ヶ瀬康子共編 明石書店、2001 実践・福祉文化シリーズ / 日本福祉文化学会監修
- 『現代日本の高齢者生活年表 1970-2007』日本福祉文化学会監修 厚美薫共著 日本エディタースクール出版部、2008

## 参考
- 河畠修／著　福祉の近代史を歩く　東京・大正～昭和 セブンネットショッピング 2022年10月閲覧